# Francisco Commelerán
Francisco Andrés Commelerán y Gómez (Zaragoza, 3 de diciembre de 1848-Madrid, 24 de octubre de 1919) fue un latinista, gramático, lexicógrafo y escritor español. 

## Biografía
Nació en Zaragoza el  3 de diciembre de 1848. Licenciado en Filosofía y Letras en la Universidad de Zaragoza, fue catedrático de Latín y Castellano en el Instituto Cardenal Cisneros de Madrid, que llegó a dirigir también. En la capital inició estudios de Derecho.

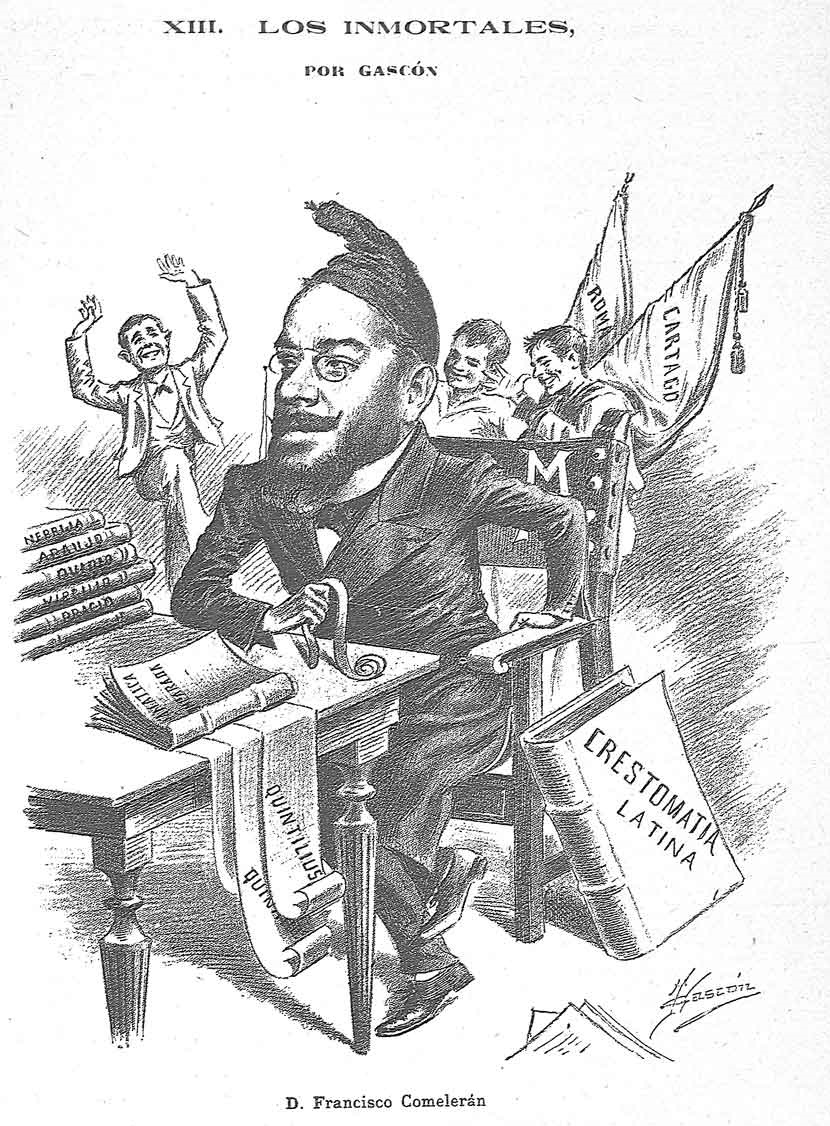
Caricaturizado por Gascón en Madrid Cómico (1898).

Ingresó como miembro de la Real Academia Española, silla M, el 25 de mayo de 1890, para un sillón de la cual fue nombrado en vez de Benito Pérez Galdós, lo que indignó sobremanera a Leopoldo Alas "Clarín" y no poco a los otros auspiciadores de la candidatura del novelista, Marcelino Menéndez Pelayo, Emilio Castelar, Ramón de Campoamor, Juan Valera y Gaspar Núñez de Arce; pesó más, sin embargo, el influjo de Antonio Cánovas del Castillo; este episodio no dejó de pesar mucho en el desaprecio posterior que se tuvo por su figura, de suerte que Ricardo Palma lo describió como "el hombre más pretencioso y vulgarote que he conocido en España". 
Fue senador desde 1899 por la provincias de Segovia; posteriormente lo sería por la de Cuenca y, a partir de 1911, elegido por la Real Academia de la Historia.
Commelerán pasó a formar parte de la Comisión de Gramática desde 1899 y fue censor perpetuo desde 1903. Escribió el ensayo Autores sagrados y profanos sobre crestomatía latina, conciliando posturas de escuela clásica y anticlásica. Siguieron Gramática de la lengua castellana (1881) y Diccionario clásico-etimológico latino español (1886). Su trabajo más importante, sin embargo, fue De las lenguas castellana y latina, Gramática comparada (1889), que fue recomendado por la Real Academia. Sobre historia literaria escribió Pedro Calderón de la Barca, príncipe de los ingenios españoles (1881), un escrito más bien divulgativo. Polemizó en 1886 bajo el pseudónimo de Quintilius con el gran latinista y lexicógrafo Antonio de Valbuena, que había publicado muy serios reparos al Diccionario de la Real Academia en una larguísima serie de artículos bajo el marbete general de "Fe de erratas" en Los Lunes de El Imparcial.
Falleció el 24 de octubre de 1919 en Madrid.

## Obras
- Crestomatía latina de autores sagrados y profanos, 1890.
- Gramática de la lengua castellana (1881).
- Pedro Calderón de la Barca, príncipe de los ingenios españoles (1881).
- Diccionario clásico-etimológico latino español (1886).
- De las lenguas castellana y latina, Gramática comparada (1889).